# 33973 Xiyunhou
33973 Xiyunhou este o planetă minoră (asteroid) din centura de asteroizi. A fost descoperită pe 5 iulie 2000 la Stația Anderson Mesa de Lowell Observatory Near-Earth-Object Search. 
Obiectul prezintă o orbită caracterizată de o semiaxă mare de 2,7899798 UAi, o excentricitate de 0,17, o înclinație de 10,04849 ° în raport cu ecliptica.